# 彼得格勒军事革命委员会

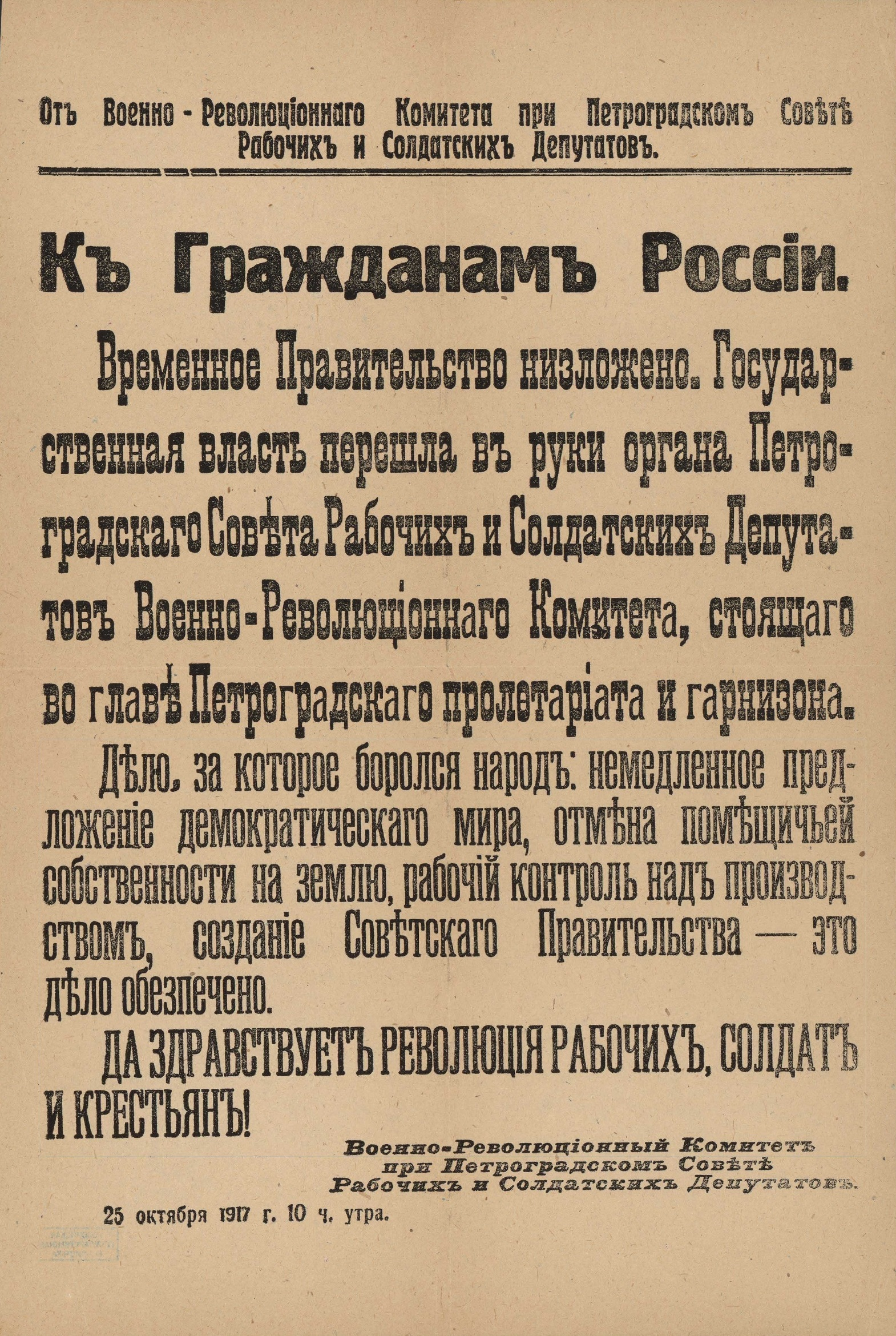
彼得格勒军事革命委员会宣布撤销俄国临时政府的布告

彼得格勒军事革命委员会（俄语：Петроградский военно-революционный комитет）是俄罗斯十月革命前彼得格勒苏维埃下属的军事革命委员会，成立于1917年10月17日（旧历）德军在阿尔比恩行动中占领里加后。总部位于斯莫尔尼宫。该组织受到了布尔什维克的控制并发动了十月革命。